# ナーザの大暴れ
『ナーザの大暴れ』（ナーザのおおあばれ、簡体字: 哪吒闹海; 繁体字: 哪吒鬧海; 拼音: Nézhà Nào Hǎi、ナーザどうかい）は、中国の神話小説『封神演義』の一挿話を題材とした中国を代表する長篇アニメーション映画（セルアニメ）名作。『封神演義』などの人気キャラクター（道教の神）「哪吒」を主人公とする。
上海美術映画製作所を製作されて、1979年5月に公開された。この作品は中華人民共和国建国30周年記念作品であり、1980年のカンヌ映画祭にも出品された。

## 題名
日本では1980年（昭和55年）1月に劇場公開された。1983年（昭和58年）にTV放送、ビデオ、LD発売時のタイトルは『ナージャと竜王』。共和教育映画社が日本語版を上映会用にレンタルした時の別邦題は『わんぱくナージャの竜王退治』。2002年（平成14年）にDVD収録時のタイトルは『ナーザが海を騒がす』であり、カートゥーン ネットワークで2008年8月に放送された。『読む中国語世界 2008年 10月号』では『ナーザの大暴れ』。2022年、電影祭では『ナタの大暴れ』。

## ストーリー
李靖の七歳の息子・ナーザは自分の師父・太乙真人から授かった混天綾（赤いスカーフ）と乾坤圈（金の輪）を使った事で、東海龍王の水晶宮からの軍勢を退け、加えて東海竜王の息子も殺害された。その後、怒り狂った東海龍王は復讐のために暴風、吹雪と火炎を操る龍分の竜王たちを呼び寄せ、人間の百姓を苦しめる。ナーザは人間の百姓を苦しめる四大龍王（東海龍王・南海龍王・西海龍王・北海龍王）の横暴に立ち向かった。

## 登場キャラクター
ナーザ
不思議な生まれをした少年。心は優しいが暴れん坊。
東海竜王
青い竜王。洪水と暴風雨を操る。
南海竜王
黒い竜王。暴風を操る。
西海竜王
赤い竜王。火炎を操る。
北海竜王
白い竜王。吹雪を操る。
李靖
ナーザの父。
太乙真人
ナーザの師父。

## 声の出演
※日本語吹き替え（テレビ放送版）
- 大塚周夫
- 福田豊土
- 鈴木一輝

## スタッフ
- 監督：王樹枕（ワン・シュウチェン）、巌定憲（ヤン・ティンシアン）、徐景達（シュー・チンター）
- 脚本：王往（ワン・ワン）
- 美術：張亭
- 作画：林文肖、常光希 他
- 撮影：段孝萱、蒋友毅（チアン・ヨウイー）、金志成（チン・チーチェン）
- 録音：侯申康
- 編集：李開基、肖淮海
- 効果：張元浩
- 作曲：金復戴（ジン・フッダイ）
- 演奏：上海フィルムオーケストラ
- 指揮：王永吉

## 受賞リスト
- 1980年カンヌ国際映画祭正式出品
- 1980年百花賞最優秀アニメーション映画賞
- 1983年マニラ国際映画祭特別賞